# Spilococcus nanae
Spilococcus nanae är en insektsart som beskrevs av Schmutterer 1957. Spilococcus nanae ingår i släktet Spilococcus och familjen ullsköldlöss. Inga underarter finns listade i Catalogue of Life.